# Жанатурмыс (Актюбинская область)
Жанатурмыс (каз. Жаңатұрмыс) — село в Мугалжарском районе Актюбинской области Казахстана. Входит в состав сельского округа имени Кудайбергена Жубанова. Код КАТО — 154843200.

## Население
В 1999 году население села составляло 226 человек (114 мужчин и 112 женщин). По данным переписи 2009 года в селе проживали 192 человека (106 мужчин и 86 женщин).

## Известные люди

### В селе родились
- Жубанова, Газиза Ахметовна (1927—1993) — казахский композитор, народная артистка СССР (1981).
- Тастанов Хабидолла Тастанович (!926 - 1980) - казахский композитор. https://kk.wikipedia.org/wiki/%D0%A5%D0%B0%D0%B1%D0%B8%D0%B4%D0%BE%D0%BB%D0%BB%D0%B0_%D0%A2%D0%B0%D1%81%D1%82%D0%B0%D0%BD%D0%BE%D0%B2#%D3%A8%D0%BC%D1%96%D1%80%D0%B1%D0%B0%D1%8F%D0%BD%D1%8B